# Les Comes (Aramunt)
Les Comes és una coma del municipi de Conca de Dalt, al Pallars Jussà, a l'antic terme d'Aramunt, en terres del poble d'Aramunt.
Està situada al nord-est de les Eres d'Aramunt, a poca distància de la població. És a ponent de Toís i de los Àrbols, al nord-est de Santadria i a llevant de les Espujos, a l'esquerra del barranc dels Clops. Les Comes estan emmarcades a llevant pel Camí de Toís i Travet i a ponent pel Camí de Sant Martí.